# 菱苞橐吾
菱苞橐吾（学名：Ligularia kanaitzensis），又名千崖子橐吾，为菊科橐吾属的植物，为中国的特有植物。分布于中国大陆的云南等地，生长于海拔2,400米至3,650米的地区，一般生长在竹林中和山间草地，目前尚未由人工引种栽培。

## 异名
- Ligularia kanaitzensis (Franch.) Hand.-Mazz. var. subnudicaulis (Hand.-Mazz.) S. W. Liu